# Мацумото Кохей (футболіст, 1989)
Мацумото Кохей (яп. 松本 光平; нар. 3 травня 1989, Осака, Японія) — японський футболіст, захисник новокаледонського клубу «Єнген Спорт».

## Життєпис
Футбольну кар'єру розпочав у «Сересо Осака U-15». Потім захищав кольори молодіжної команди «Ґамба Осака». На юнацькому рівні грав разом з Ясудою Кодаї, Кіношитою Масакі та Ніто Масаши. Після закінчення середньої школи виступав в молодіжних академіях «Челсі» та Джей-ліга ФА, а після повернення до Японії — за «Фукусіма Волтіс Б» та «ДЖЕФ Юнайтед».
З 2012 по 2013 рік захищав кольори «Брисбен Роар» з австралійської A-Ліги. Після цього відправився до США, де побував на перегляді в «Лос-Анджелес Гелаксі», проте до підписання контракту справа так і не дійшла. У жовтні того ж року переїхав до Нової Зеландії, де уклав договір з діючим чемпіоном країни «Окленд Сіті».
Напередодні старту сезону 2015/16 років приєднався до іншого новозеландського клубу, «Хоукіс Бей Юнайтед». Дебютував за нову команду 12 листопада 2015 року в нічийному (1:1) виїзного поєдинку 1-о туру Прем'єршипу проти «Окленд Сіті». Кохей вийшов на поле в стартовому складі та відіграв увесь матч, а на 86-й хвилині відзначився голом. У команді відіграв три сезони. У лютому 2017 році для вдалих виступів у Лізі чемпіонів ОФК фіджійський клуб «Рева» орендував Мацумото на 3 місяці.
Напередодні старту сезону 2018/19 років перейшов до найпринциповішого суперника «Окленд Сіті», «Вайтакере Юнайтед». Дебютував за «Вайтакере» 21 жовтня 2018 року в програному (1:2) виїзному поєдинку 1-о туру Прем'єршипу проти «Гамільтон Вондерерз». Кохей вийшов на поле в стартовому складі, а на 81-й хвилині його замінив Таванда Мароуа. Зіграв 2 матчі в новозеландському чемпіонаті. На початку січня 2019 року напередодні виступів в Лізі чемпіонів ОФК вануатський клуб «Малампа Ревіворс» орендував японського захисника. У чемпіонаті Вануату зіграв 3 матчі.
У серпні 2019 року підписав контракт з іншим новозеландським клубом — «Гамільтон Вондерерз». Дебютував за нову команду 3 листопада 2019 року в програному (1:5) поєдинку 1-о туру Прем'єршипу проти «Тім Веллінгтон». Мацумото вийшов на поле в стартовому складі та відіграв увесь матч. 
20 листопада 2019 року підписав контракт з «Єнген Спорт». Разом з новокаледонським клубом взяв участь у грудневому клубному чемпіонаті світу 2019 року в Катарі.

## Досягнення
- Прем'єршип
  -  Чемпіон (1): 2014/15

- Ліга чемпіонів ОФК
  -  Чемпіон (1): 2014/15